# Medical Top Team
Medical Top Team (en hangul, 메디컬탑팀; romanización revisada, Medikeoltaptim) es una serie de televisión surcoreana de drama médico emitida durante 2013 y protagonizada por Kwon Sang Woo, Jung Ryeo-won, Joo Ji Hoon, Oh Yeon Seo y Choi Min Ho de Shinee. Fue trasmitida por MBC desde el 9 de octubre de 2013 hasta el 12 de diciembre de 2013, finalizando con una longitud de 20 episodios, al aire las noches de los días miércoles y jueves a las 21:55 (KST).

## Reparto

### Personajes principales
- Kwon Sang Woo como Park Tae San.
- Jung Ryeo-won como Seo Joo Young.
- Joo Ji Hoon como Han Seung Jae.
- Oh Yeon Seo como Choi Ah Jin.
- Choi Minho como Kim Sung Woo.
- Kim Young Ae como Shin Hye Soo.

### Personajes secundarios
Hospital
- Ahn Nae-sang como Jang Yong-seop.
- Lee Hee Jin como Yoo Hye Ran.
- Kim Ki Bang como Jung Hoon Min.
- Jo Woo Ri como Yeo Min Ji.
- Alex Chu omo Bae Sang Gyu.
- Park Won-sang como Jo Joon Hyuk.[4]

#### Otros
- Kim Chung como Han Eun Sook.
- Gal So Won como Eun Ba Wi.
- Kim Sung Kyum como Lee Doo Kyung.
- Lee Dae Yeon como Hwang Chul Goo.
- Park Jin Woo como Song Bum Joon.
- Jun No Min como Kim Tae Hyung.
- Na Do Kyun.
- Jo Woo-jin como Doctor Lim.

## Banda sonora
1. John Park -«Light»
2. Melody Day - «Can You Feel Me»
3. Mooy & Miro - «I Hear You»
4. Lim Jung Hee - «I'll Be There»

## Recepción

### Audiencia
En Azul la audiencia más baja y en rojo la más alta, correspondientes a las empresas medidoras TNms y AGB Nielsen.
| Ep. #    | Fecha original de emisión | Share        | Share        | Share       | Share       |
| Ep. #    | Fecha original de emisión | TNmS Ratings | TNmS Ratings | AGB Nielsen | AGB Nielsen |
| Ep. #    | Fecha original de emisión | Nacional     | Seúl         | Nacional    | Seúl        |
| -------- | ------------------------- | ------------ | ------------ | ----------- | ----------- |
| 1        | 9 de octubre de 2013      | 6.5 %        | 6.8 %        | 7.3 %       | 8.5 %       |
| 2        | 10 de octubre de 2013     | 6.5 %        | 7.4 %        | 7.0 %       | 7.1 %       |
| 3        | 16 de octubre de 2013     | 6.5 %        | 7.1 %        | 7.2 %       | 8.3 %       |
| 4        | 17 de octubre de 2013     | 6.3 %        | 7.2 %        | 6.1 %       | 6.6 %       |
| 5        | 23 de octubre de 2013     | 5.6 %        | 6.1 %        | 5.5 %       | 5.8 %       |
| 6        | 24 de octubre de 2013     | 5.9 %        | 6.3 %        | 5.8 %       | 6.1 %       |
| 7        | 30 de octubre de 2013     | 4.7 %        | 5.1 %        | 4.9 %       | 5.1 %       |
| 8        | 31 de octubre de 2013     | 5.9 %        | 6.0 %        | 6.4 %       | 6.8 %       |
| 9        | 6 de noviembre de 2013    | 5.2 %        | 6.4 %        | 4.4 %       | 5.0 %       |
| 10       | 7 de noviembre de 2013    | 4.7 %        | 5.0 %        | 3.8 %       | 4.6 %       |
| 11       | 13 de noviembre de 2013   | 4.3 %        | 5.3 %        | 3.9 %       | 4.6 %       |
| 12       | 14 de noviembre de 2013   | 3.9 %        | 4.5 %        | 3.6 %       | 4.3 %       |
| 13       | 20 de noviembre de 2013   | 6.0 %        | 7.0 %        | 5.7 %       | 6.0 %       |
| 14       | 21 de noviembre de 2013   | 5.7 %        | 6.5 %        | 6.0 %       | 6.9 %       |
| 15       | 27 de noviembre de 2013   | 5.7 %        | 5.9 %        | 5.5 %       | 6.5 %       |
| 16       | 28 de noviembre de 2013   | 5.5 %        | 5.8 %        | 5.1 %       | 5.8 %       |
| 17       | 4 de diciembre de 2013    | 6.0 %        | 7.0 %        | 5.4 %       | 5.8 %       |
| 18       | 5 de diciembre de 2013    | 5.3 %        | 5.7 %        | 5.8 %       | 6.7 %       |
| 19       | 11 de diciembre de 2013   | 5.0 %        | 6.0 %        | 5.3 %       | 6.0 %       |
| 20       | 12 de diciembre de 2013   | 5.5 %        | 6.0 %        | 5.6 %       | 6.2 %       |
| Promedio | Promedio                  | 5.5 %        | 6.1 %        | 5.5 %       | 6.1 %       |

## Emisión internacional
- Filipinas: GMA Network (2016).
- Hong Kong: Drama Channel (2014), No. 1 Channel (2014) y J2 (2015).
- Japón: KNTV (2014).
- Vietnam: VTV3 (2015).